# Oxylapia
Genre
Oxylapia est un genre de poisson Cichlidae de Madagascar.

## Liste d'espèces
Selon ITIS:
- Oxylapia polli Kiener & Maugé, 1966

## Référence
- Kiener & Maugé, 1966 : Contributions à l'étude systématique et écologique des poissons Cichlidae endémiques de Madagascar. Memoires du Museum National d'Histoire Naturelle Serie A Zoologie 40-2 pp 51-99.